# Barranco de Santiago
Barranco de Santiago är ett periodiskt vattendrag i Spanien.   Det ligger i regionen Kanarieöarna, i den sydvästra delen av landet, 1 800 km sydväst om huvudstaden Madrid.